# Teodora de Rossano
Teodora de Rossano (ca. 910 - † 28 de noviembre de 980), fue una mujer italiana, venerada como santa por la Iglesia católica. Fue abadesa del monasterio de Santa Anastasia en Rossano, Calabria.
Su festividad se celebra cada 28 de noviembre.

## Hagiografía
Nació en la provincia de Cosenza en torno a 910, en el seno de una familia con recursos limitados. Sus padres se llamaban Eusebio y Rosalía.
Muy joven se dedicó a las obras de caridad. Habiendo decidido conservar su virginidad, a los quince años de edad entró, de la mano de Nilo de Rossano del que fue discípula, en el Monasterio de San Opoli del orden monástico de San Basilio Magno.

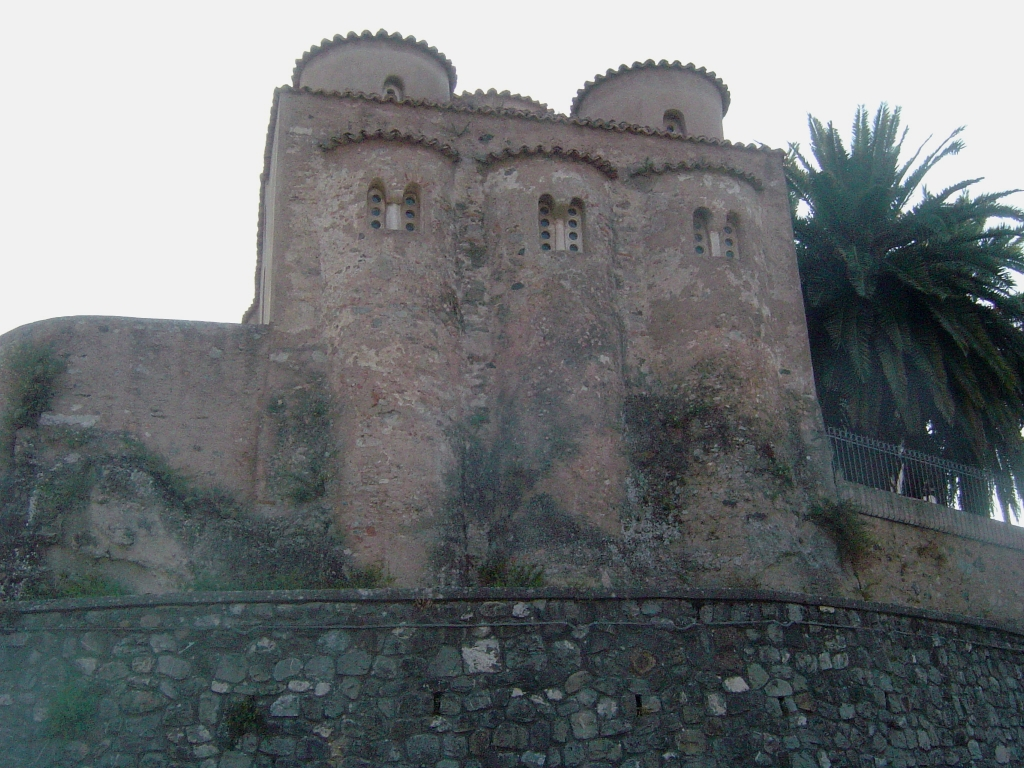
Oratorio de San Marcos en Rossano (originalmente dedicado a Santa Anastasia)

Un devoto creyente llamado Eusebio hizo una donación para la creación del monasterio de Santa Anastasia (actual Oratorio de San Marcos). Nilo de Rossano nombró a Teodora, abadesa del nuevo cenobio. Allí fue maestra de la vida monástica.
Como monja fue célebre en su región por su devoción, austeridad y virtud, hasta el punto de que otras jóvenes la tomaban como ejemplo.
Murió el año 980 teniendo, según la tradición, 70 años de edad.
Hay dudas respecto al lugar donde fue sepultada. Unos opinan que en la catedral de Rossano. Hay testimonios escritos de unos tales Eugenio y Beltrán, contemporáneos suyos, según los cuales el cuerpo de la abadesa fue enterrado en el mismo monasterio de Santa Anastasia, donde normalmente se custodiaban los restos mortales de las beatas.

## Oratorio de San Marcos de Rossano
Dedicado originalmente a Santa Anastasia es el monumento más antiguo de Rossano y una de las construcciones bizantinas mejor conservadas de Italia. Se construyó por iniciativa de San Nilo como lugar de retiro ascético para los ermitaños que vivían en los antiguos habitáculos rupestres de toba volcánica de la roca que forma su base. En el oratorio, los ascetas hacían rezos comunitarios, meditación, cantos corales y, sobre todo, lectura de textos sagrados. En estilo bizantino, tiene planta de cruz griega, cinco cúpulas de tambor y el ábside, que conserva restos de un antiguo fresco de la "Virgen con el Niño".
En este oratorio fue donde Teodora ejerció con prudencia como abadesa y maestra de la vida monástica hasta su muerte.